# Louis Bertrand
Louis Bertrand (Genebra, 3 de outubro de 1731 – Genebra, 15 de maio de 1812) foi um matemático suíço.
Foi professor de matemática na Universidade de Genebra de 1761 a 1795, tornando-se reitor em 1783.

## Obras
- Developpement nouveau de la partie elementaire des mathematiques (em francês). 1. Genève: Isaac Bardin, Imprimerie de la Societé Typografique. 1778
- Developpement nouveau de la partie elementaire des mathematiques (em francês). 2. Genève: Isaac Bardin, Jean Pierre Bonnant. 1778